# Părvomajtsi
Părvomajtsi (bulgariska: Първомайци) är ett distrikt i Bulgarien.   Det ligger i kommunen Obsjtina Gorna Orjachovitsa och regionen Veliko Tărnovo, i den centrala delen av landet, 190 km öster om huvudstaden Sofia.
Distriktet skapades 1955 genom en sammanslagning av byarna Temnisko (Темниско) och Sergjuvets (Сергювец).